# Denis de Glouchitsa
Pour les articles homonymes, voir Saint Denis et Denys.
Cet article possède un paronyme, voir Dionisius.
Denis ou Denys de Glouchitsa (en russe Дионисий Глушицкий, Dionisy Glouchitsky) est un saint et vénérable de Russie, né en  1363, mort le 1er juin 1437.

## Biographie

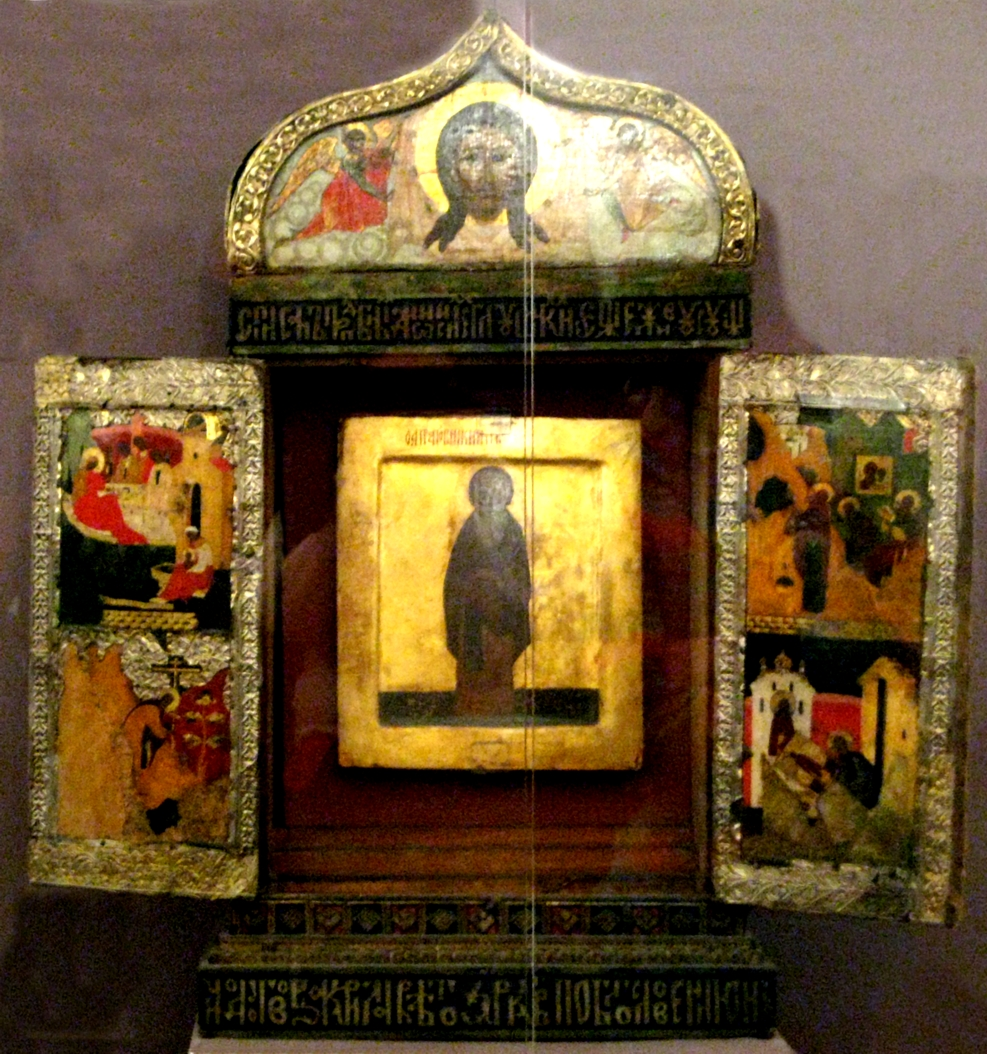
Icône de Cyrille Belozersky par Denys de Glouchitsa 1424(?) Galerie Tretiakov.

Denys de Glouchitsa est le fondateur et l'higoumène de plusieurs monastères sur les rives de la rivière Glouchitsa, dans la région de Vologda. Il fut aussi un célèbre iconographe représentant de l'école iconographique de Vologda.

## Fête
Denis est fêté le 1er juin.

## Source
- (ru) Cet article est partiellement ou en totalité issu de l’article de Wikipédia en russe intitulé « Дионисий Глушицкий » (voir la liste des auteurs).